# Mahzuni Şerif

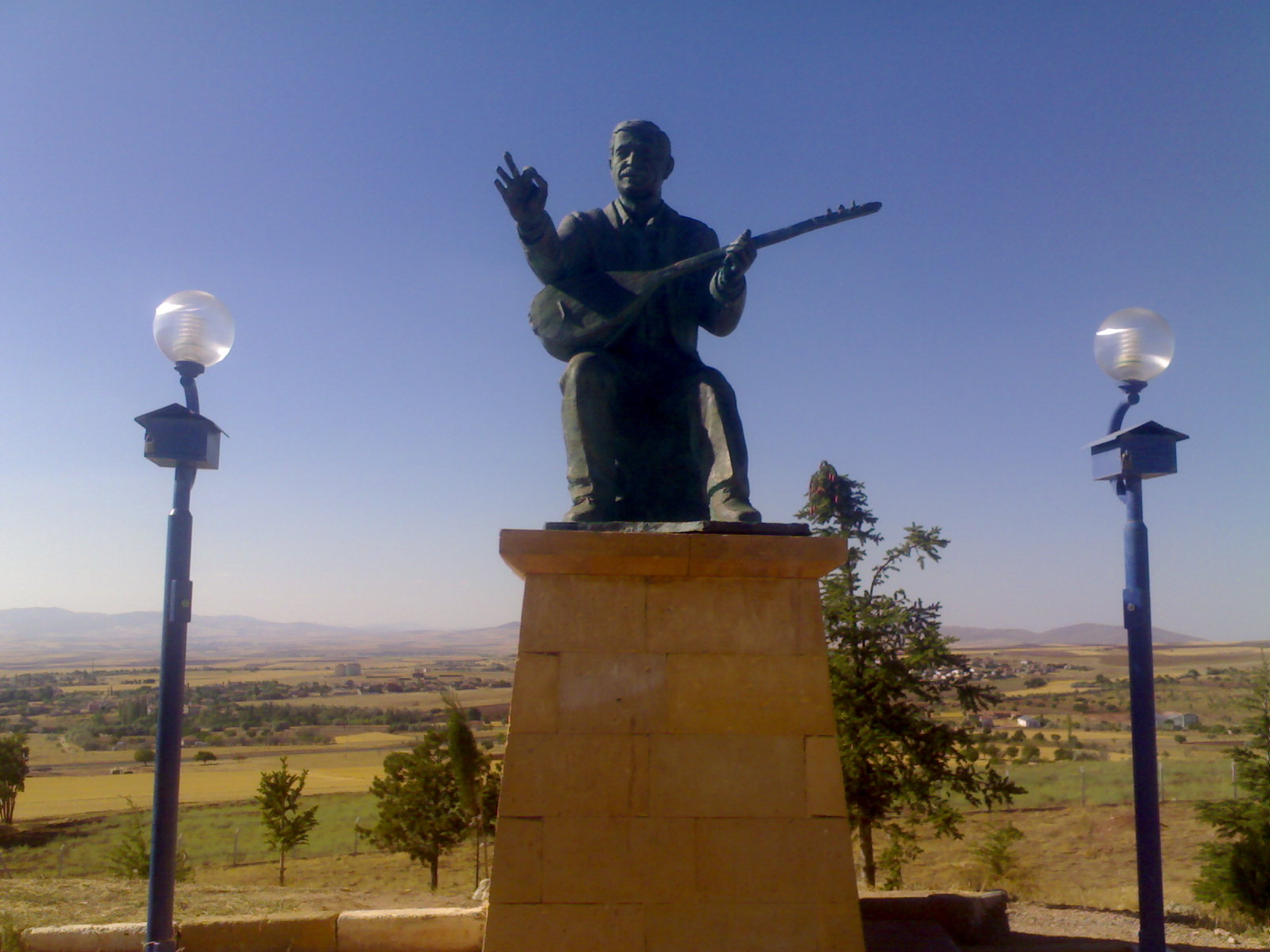
Statue des Aşık Mahzuni Şerif in Hacıbektaş

Aşık Mahzuni Şerif (mit bürgerlichem Namen Şerif Cırık; * 17. November 1939 (registriert 1943) in Berçenek bei Afşin, Kahramanmaraş, Türkei; † 17. Mai 2002 in Köln) war ein alevitisch-türkischer Dichter, Sänger, Komponist und Musiker auf der Saz.

## Leben und Wirken
Mahzuni Şerif schloss 1950 die Grundschule ab und ging nach Elbistan auf die Mittelschule. 1957 besuchte er die Militärschule in Mersin und ab 1960 die Technische Militärschule in Ankara, wurde aber später wegen fehlender Disziplin der Schule verwiesen. Ab 1961 beschäftigte sich Mahzuni Şerif professionell mit Musik. Seit 1964 veröffentlichte er etwa 400 Platten, 50 Kassetten und publizierte neun Bücher. In seinen Liedern griff er soziale und politische Themen auf, mitunter auch beeinflusst durch die alevitische Philosophie. Für seine musikalischen Leistungen bekam er den Namenszusatz Aşık (Volksdichter).
1972 zerstörte ein Brand sein Haus samt Archiv in Gaziantep. Mahzuni Şerif war von 1989 bis 1991 Vorsitzender des Volkssängervereines (Halk Ozanlar Dernegi). 1997 erlitt er eine Hirnblutung und wurde in Ulm behandelt.
Er wurde am 27. Dezember 2001 von einem türkischen Staatssicherheitsgericht wegen seiner Aussage
 Gott sei Dank, ich bin ein Kizilbas (Alevite) und ein Laizist. Nicht nur ich, sondern meine ganze Sippe sind Kizilbas. Wenn es eine Schuld gibt, dann ist mein Großvater schuld! (Elhamdülüllah kızılbaşım ve laikim. Ben değil yedi sülalem kızılbaştır. Bir suç varsa o da dedemdedir!)
angeklagt. Das Verfahren war bis zu seinem Tod noch nicht abgeschlossen. Im selben Jahr bekam er Probleme mit seinem Herzen und erlitt einen Herzinfarkt. Er starb 2002 in Köln im Krankenhaus und wurde auf einem Friedhof nahe dem Hadschi-Bektasch-Mausoleum bestattet.

## Diskografie

### Singles (Auswahl)
- Merdo
- Sarhoş
- İşte Gidiyorum Çeşmi Siyahım
- Mevlam İki Göz Vermiş
- Mamudo Kurban
- Halim Yaman Böyle
- Zevzek
- Zalımın Zülmü Varsa
- Boşu Boşuna
- Gel Gizli Gizli
- Dostum Dostum
- Nem Kaldı